# Quốc lộ 61B
Quốc lộ 61B là con đường nối tỉnh Hậu Giang và tỉnh Sóc Trăng.

## Lộ trình
Tổng chiều dài tuyến Quốc lộ 61B là 41 km, có điểm đầu giao với Quốc lộ 61 tại ngã ba Vĩnh Tường cửa ngõ vào trung tâm thị xã Long Mỹ đi qua phường Vĩnh Tường, phường Bình Thạnh, phường Thuận An, xã Long Phú thuộc thị xã Long Mỹ, tỉnh Hậu Giang đoạn qua địa phận thị xã với chiều dài trên 15 km kết nối với thị xã Ngã Năm đến thị trấn Phú Lộc, huyện Thạnh Trị, tỉnh Sóc Trăng và đổ ra Quốc lộ 1. Trong đó, đoạn từ ngã ba Vĩnh Tường đến phường Thuận An,thị xã Long Mỹ là tuyến đường huyết mạch, độc đạo dẫn vào trung tâm thị xã Long Mỹ có chiều dài khoảng 7km. Đoạn này được xây dựng vào năm 1992, với bề rộng mặt đường 5m. Hiện đang được mở rộng đường 

## Lịch sử
Thực ra, tuyến Quốc lộ 61B, đoạn đi qua địa phận huyện Long Mỹ trước đây là Đường tỉnh 931 do tỉnh Hậu Giang quản lý. Mặc dù đã được địa phương đầu tư nâng cấp, sửa chữa nhiều lần, nhưng chỉ đáp ứng được nhu cầu đi lại, vận chuyển hàng hóa nhỏ, tải trọng thấp và chưa thể kết nối được với thị xã Ngã Năm. Thế nhưng, bước đầu tuyến đường liên tỉnh này chỉ cơ bản đáp ứng yêu cầu phát triển giao thông đối ngoại đối với thị xã Long Mỹ.
Vì thế mà đầu năm 2012, Bộ Giao thông Vận tải đã chính thức công nhận Đường tỉnh 931 là Quốc lộ 61B. 
Đặc biệt là đến năm 2013, tuyến Quốc lộ 61B được kết nối với thị xã Ngã Năm.
Tổng chiều dài dự án được tính từ điểm đầu tại ngã ba Vĩnh Tường đến điểm cuối thuộc ấp 4, thị trấn Long Mỹ trên 7,7km, quy mô đầu tư đường cấp III đồng bằng. Theo đó, mặt đường láng nhựa rộng 11m, nền đường rộng 12m. Riêng đoạn đi qua nội ô thị trấn dài hơn 1,6km được thảm bê tông nhựa, bao gồm đoạn đường đôi dài 1km, có dãy phân cách giữa, mặt đường mỗi bên rộng 10,5m và đoạn còn lại có mặt đường rộng 14m. Cầu Long Bình nằm trên tuyến cũng được làm mới bằng bê tông cốt thép dự ứng lực, có tải trọng và bề mặt rộng phù hợp với đường. Dự án có tổng mức đầu tư khoảng 267 tỉ đồng từ nguồn ngân sách nhà nước và các nguồn khác.
Trong tương lai sẽ nâng cấp Quốc lộ 61B đạt chuẩn cấp 4 với 2 làn xe, riêng đoạn ngã ba Vĩnh Tường - thị xã Long Mỹ đạt chuẩn cấp 3 với 2 làn xe.